# Carole Monnet

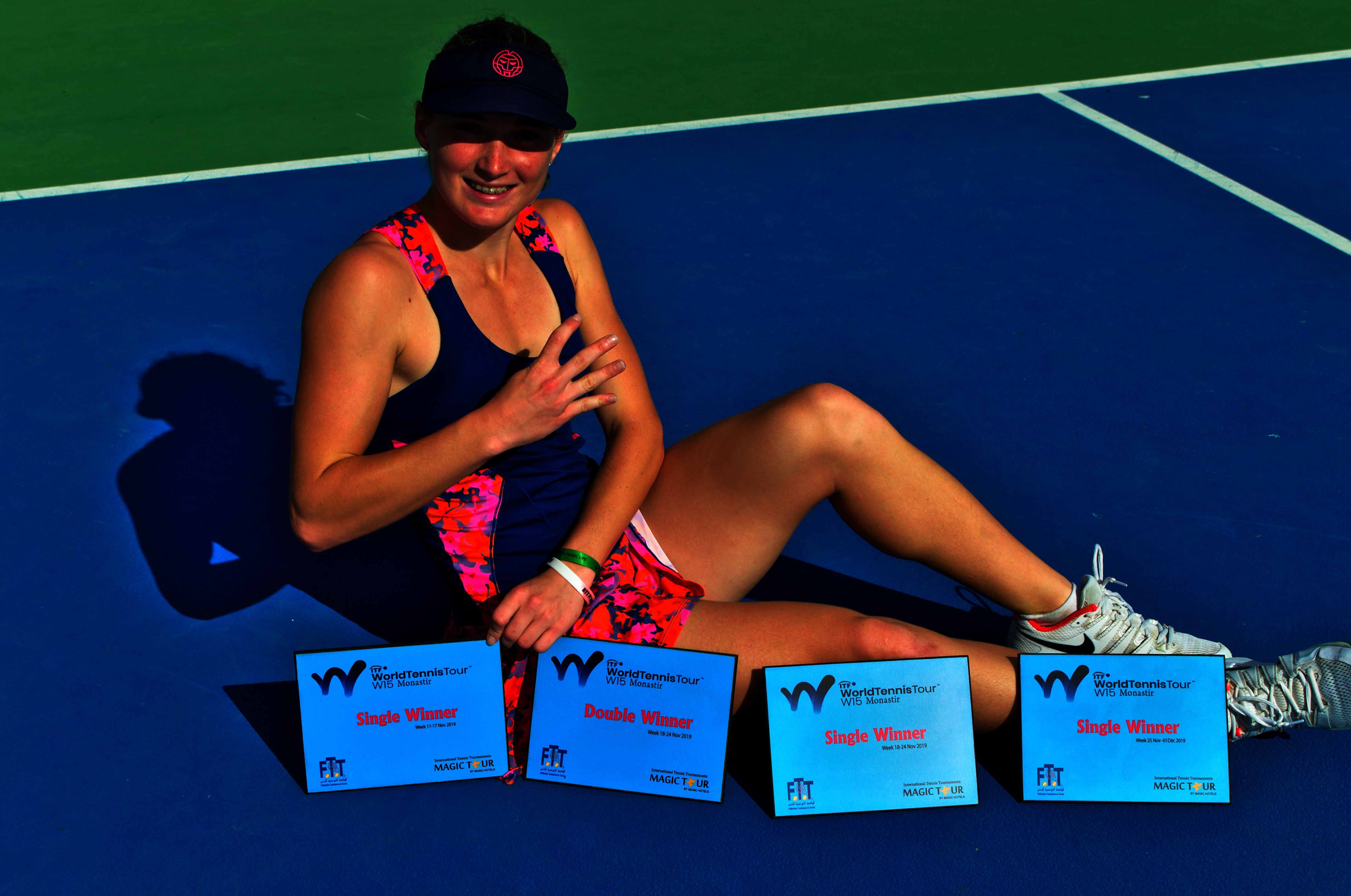
Monastir 2019

Carole Monnet (Bojarka, 1 december 2001) is een tennisspeelster uit Frankrijk. Monnet begon met tennis toen zij acht jaar oud was. Haar favoriete ondergrond is gravel. Zij speelt linkshandig en heeft een tweehandige backhand. Zij is actief in het internationale tennis sinds 2016.
Monnet werd geboren in Oekraïne – op tweejarige leeftijd werd zij geadopteerd door mensen uit Toulouse.

## Loopbaan

### Enkelspel
Monnet debuteerde in 2016 op het ITF-toernooi van Saint-Gaudens (Frankrijk). Zij stond in 2018 voor het eerst in een finale, op het ITF-toernooi van Cantanhede (Portugal) – zij verloor van de Sloveense Manca Pislak. In 2019 veroverde Monnet haar eerste titel, op het ITF-toernooi van Monastir (Tunesië), door de Roemeense Andreea Prisăcariu te verslaan. Tot op heden(oktober 2024) won zij acht ITF-titels waarvan zes in Monastir (Tunesië), en de meest recente in 2023 in Santo Domingo (Dominicaanse Republiek).
In 2022 speelde Monnet voor het eerst op een WTA-hoofdtoernooi, op het toernooi van Straatsburg. In 2022 had zij haar grandslamdebuut op Roland Garros, waar zij op basis van een wildcard aan het hoofdtoernooi deelnam.

### Dubbelspel
Monnet was in het dubbelspel minder actief dan in het enkelspel. Zij debuteerde in 2017 op het ITF-toernooi van Hammamet (Tunesië), samen met landgenote Valentine Bâcher. Zij stond in 2019 voor het eerst in een finale, op het ITF-toernooi van Monastir (Tunesië), samen met de Servische Tamara Čurović – hier veroverde zij haar eerste titel, door het Franse duo Manon Arcangioli en Alice Robbe te verslaan. Tot op heden(oktober 2024) won zij twee ITF-titels, de andere in 2020, ook in Monastir.
In 2021 speelde Monnet voor het eerst op een WTA-hoofdtoernooi, op het toernooi van Lausanne, samen met de Amerikaanse Gabriella Price. In september 2023 bereikte zij de halve finale op het WTA-toernooi van Bari, met de Kazachse Zjibek Koelambajeva aan haar zijde.
Monnet stond in 2024 voor het eerst in een WTA-finale, op het WTA 125-toernooi van Saint-Malo, samen met landgenote Estelle Cascino – zij verloren van het koppel Amina Ansjba en Anastasia Dețiuc. In augustus kwam zij binnen op de top 150 van de wereldranglijst. In september veroverde Monnet haar eerste WTA-titel, op het WTA 125-toernooi van Boekarest, samen met de Letse Darja Semeņistaja, door het koppel Aliona Bolsova en Katarzyna Kawa te verslaan.
Haar hoogste notering op de WTA-ranglijst is de 129e plaats, die zij bereikte in oktober 2024.

## Posities op deWTA-ranglijst
Positie per einde seizoen:
| jaar | rang enkelspel | rang dubbelspel |
| ---- | -------------- | --------------- |
| 2018 | 869            | –               |
| 2019 | 811            | 1412            |
| 2020 | 459            | 790             |
| 2021 | 311            | 381             |
| 2022 | 224            | 463             |
| 2023 | 182            | 323             |

## Palmares
| Legenda                 |
| ----------------------- |
| Grandslamtoernooi       |
| Olympische Spelen       |
| Year-End Championships  |
| Premier Mandatory       |
| Premier Five / WTA 1000 |
| Premier / WTA 500       |
| International / WTA 250 |
| Challenger / WTA 125    |

### WTA-finaleplaatsen enkelspel
geen

### WTA-finaleplaatsen vrouwendubbelspel
| nr.              | finale     | toernooi       | ondergrond | partner           | tegenstandsters               | score            |         |
| ---------------- | ---------- | -------------- | ---------- | ----------------- | ----------------------------- | ---------------- | ------- |
| gewonnen finales |            |                |            |                   |                               |                  |         |
| 1.               | 2024-09-14 | WTA Boekarest  | gravel     | Darja Semeņistaja | Aliona Bolsova Katarzyna Kawa | 1-6, 6-2, [10-7] | details |
| verloren finales |            |                |            |                   |                               |                  |         |
| 1.               | 2024-05-04 | WTA Saint-Malo | gravel     | Estelle Cascino   | Amina Ansjba Anastasia Dețiuc | 6-7, 6-2, [5-10] | details |

### Gewonnen ITF-toernooien enkelspel
| nr. | finale     | toernooi      | dotatie  | ondergrond | tegenstandster in finale | score          |
| --- | ---------- | ------------- | -------- | ---------- | ------------------------ | -------------- |
| 1.  | 2019-11-17 | Monastir      | $ 15.000 | hardcourt  | Andreea Prisăcariu       | 6-2, 3-1, opg. |
| 2.  | 2019-11-24 | Monastir      | $ 15.000 | hardcourt  | Clara Burel              | 6-2, 6-0       |
| 3.  | 2019-12-01 | Monastir      | $ 15.000 | hardcourt  | Marija Tkatsjova         | 7-5, 6-2       |
| 4.  | 2020-02-23 | Monastir      | $ 15.000 | hardcourt  | Valentina Ryser          | 4-6, 6-1, 6-2  |
| 5.  | 2020-11-29 | Monastir      | $ 15.000 | hardcourt  | Joelija Hatowka          | 2-6, 6-1, 7-5  |
| 6.  | 2020-12-20 | Monastir      | $ 15.000 | hardcourt  | Joelija Hatowka          | 5-7, 7-5, 6-3  |
| 7.  | 2022-10-02 | Lissabon      | $ 25.000 | gravel     | Joanne Züger             | 1-6, 6-3, 6-2  |
| 8.  | 2023-02-10 | Santo Domingo | $ 25.000 | hardcourt  | Darja Semeņistaja        | 7-5, 3-6, 6-1  |

### Gewonnen ITF-toernooien dubbelspel
| nr. | finale     | toernooi | dotatie  | ondergrond | partner        | tegenstandsters in finale         | score            |
| --- | ---------- | -------- | -------- | ---------- | -------------- | --------------------------------- | ---------------- |
| 1.  | 2019-11-24 | Monastir | $ 15.000 | hardcourt  | Tamara Čurović | Manon Arcangioli Alice Robbe      | 6-3, 6-4         |
| 2.  | 2020-11-01 | Monastir | $ 15.000 | hardcourt  | Dia Evtimova   | Weronika Falkowska Anna Koebareva | 6-3, 2-6, [10-5] |

## Resultaten grandslamtoernooien
| Legenda | Legenda                          |
| ------- | -------------------------------- |
| g.t.    | geen toernooi gehouden           |
| l.c.    | lagere categorie                 |
| –       | niet deelgenomen                 |
| G       | uitgeschakeld in de groepsfase   |
| 1R      | uitgeschakeld in de eerste ronde |
| 2R      | uitgeschakeld in de tweede ronde |
| 3R      | uitgeschakeld in de derde ronde  |
| 4R      | uitgeschakeld in de vierde ronde |
| KF      | uitgeschakeld in de kwartfinale  |
| HF      | uitgeschakeld in de halve finale |
| F       | de finale verloren               |
| W       | het toernooi gewonnen            |
| w-v     | winst/verlies-balans             |

### Enkelspel
| toernooi        | 2022 |
| --------------- | ---- |
| Australian Open | –    |
| Roland Garros   | 1R   |
| Wimbledon       | –    |
| US Open         | –    |

### Vrouwendubbelspel
| toernooi        | 2023 | 2024 |
| --------------- | ---- | ---- |
| Australian Open | –    | –    |
| Roland Garros   | 1R   | 1R   |
| Wimbledon       | –    | –    |
| US Open         | –    | –    |